# Communauté de communes du Pays des Brières et du Gesnois
Die Communauté de communes du Pays des Brières et du Gesnois ist ein ehemaliger französischer Gemeindeverband mit der Rechtsform einer Communauté de communes im Département Sarthe in der Region Pays de la Loire. Sie wurde am 30. November 1993 gegründet und umfasste 15 Gemeinden. Der Verwaltungssitz befand sich im Ort Montfort-le-Gesnois.

## Historische Entwicklung
Mit Wirkung vom 1. Januar 2017 fusionierte der Gemeindeverband mit der Communauté de communes du Pays Bilurien und bildete so die Nachfolgeorganisation Communauté de communes Le Gesnois Bilurien.

## Ehemalige Mitgliedsgemeinden
1. Ardenay-sur-Mérize
2. Le Breil-sur-Mérize
3. Connerré
4. Fatines
5. Lombron
6. Montfort-le-Gesnois
7. Nuillé-le-Jalais
8. Saint-Célerin
9. Saint-Corneille
10. Saint-Mars-la-Brière
11. Savigné-l’Évêque
12. Sillé-le-Philippe
13. Soulitré
14. Surfonds
15. Torcé-en-Vallée